# Quinetia urvillei
Quinetia es un género monotípico de plantas con flores perteneciente a la familia de las asteráceas. Su única especie: Quinetia urvillei, es originaria de Australia.

## Descripción
Es una hierba anual erecta, delgada que alcanza un tamaño de 0.03-0.2 m de altura. Las flores son de color púrpura-rosa-rojo, y se producen en agosto-octubre en los suelos arenosos húmedos y afloramientos de granito y en las colinas de Australia Occidental.

## Taxonomía
Quinetia urvillei fue descrita por  Alexandre Henri Gabriel de Cassini   y publicado en Annales des Sciences Naturelles 17 1829